# Viscaceae
Viscaceae is een botanische naam, voor een familie van tweezaadlobbige planten. Een familie onder deze naam wordt vrij regelmatig erkend door systemen voor plantentaxonomie, maar niet door het APG-systeem (1998) en het APG II-systeem (2003). Deze plaatsen de betreffende planten in de sandelhoutfamilie (Santalaceae). Dit is ook de keuze in de 23e druk van de Heukels. In de 22e druk werd de familie wel erkend, met als Nederlandstalige naam: vogellijmfamilie.
Indien erkend gaat het om een middelgrote familie van enkele honderden soorten, met als bekende soort: maretak (Viscum album).
De APWebsite [8 feb 2008] merkt op dat het om een natuurlijke eenheid gaat, die heel wel als familie te erkennen is, maar dat er geen overeenstemming is over de interne taxonomie van de clade waartoe de groep hoort. APG I en APG II hebben deze omvattende clade benoemd als de familie Santalaceae en de APWebsite accepteert dit bij gebrek aan beter, althans voor het moment.
In het Cronquist-systeem (1981) werd de familie wel erkend en geplaatst in de orde Santalales.